# 唐灭薛延陀之战
唐灭薛延陀之战，是唐太宗时期灭亡漠北薛延陀的战争。贞观前期，唐朝曾与薛延陀结盟，对付强大的东突厥汗国，630年击灭东突厥。东突厥失败后，薛延陀的真珠可汗乙失夷男接管了东突厥的故土。薛延陀臣服于唐，暗中在扩大自己的力量。639年，唐太宗试图恢复东突厥，拥立俟力苾可汗阿史那思摩，以抗衡薛延陀的崛起，薛延陀与新恢复的东突厥进行多次战争，以防止唐朝的抗衡。为了避免薛延陀打败东突厥，唐将李世勣在641年战胜薛延陀。但是644年，趁唐太宗征讨高句丽的机会，薛延陀部队发起新一轮攻势，击败东突厥，迫使阿史那思摩逃回中原。随后，高句丽寻求薛延陀的援助，但夷男希望避免与唐朝直接战斗。645年，夷男死后，他的儿子多弥可汗拔灼开始和唐朝大军作战。646年，唐军反击并打败拔灼后，薛延陀的附庸回纥出兵，将他杀死。拔灼的堂兄伊特勿失可汗咄摩支向唐军投降，薛延陀灭亡。

## 唐与薛延陀夷男之间的合作
薛延陀长久以来一直是敕勒部落的一员，从属于突厥（包括在600年前后分成的西突厥和东突厥），在铁勒反抗西突厥的泥厥处罗可汗阿史那达曼时，契苾首领歌楞自称易勿真莫贺可汗，薛延陀首领乙失钵自称也咥可汗，但后来阿史那达曼朝觐隋炀帝后，他们重新臣服西突厥的射匮可汗。在颉利可汗阿史那咄苾的统治时期，敕勒成为东突厥的臣属，薛延陀当时的首领是乙失钵的孙子夷男。不过，阿史那咄苾被称为是一个不合格的统治者，由627年敕勒的薛延陀、回纥和拔野谷纷纷反抗。阿史那咄苾派他的侄子阿史那欲谷设镇压回纥。但阿史那欲谷被回纥首领菩萨击败，而薛延陀又击败了其他四个突厥将军，阿史那咄苾无法制服敕勒叛军。628年，这些敕勒部落为夷男上汗号，夷男最初没敢接受。但唐太宗听说后，希望建立一个以薛延陀为主的抗东突厥的联盟，派游击将军乔师望，册封夷男为薛延陀真珠毗伽可汗，随后，许多敕勒和突厥部落被夷男的统治。随后，唐和薛延陀经常交流使者，薛延陀在东突厥的领土上扩张强大。
629年，唐太宗派大将李靖领导大军对东突厥反击，630年李靖抓获阿史那咄苾，成功地消灭了东突厥汗国。大部分东突厥人投降了薛延陀，有一部分投降唐朝。此后，薛延陀成为中国北方草原的主要力量，但仍臣服于唐。638年，唐太宗在夷男的同意下，册封夷男的儿子拔灼和颉利苾 为夷男属下的可汗，表面上是对他们尊崇，而是希望扩大他们之间的分歧。639年，唐太宗派大将侯君集开展了对高昌的战争，同时夷男向唐朝表示愿意派军协助征讨，但由于侯君集迅速征服高昌，薛延陀的军队实际没有与唐军合作。

## 641年的诺真水之战
但是639年，唐的行动开始导致了唐与薛延陀之间的关系恶化。阿史那咄苾被俘后，唐太宗将投降的东突厥人安置在唐朝边界之内，而无需册封一个新的可汗管理他们。然而，在639年，阿史那咄苾的侄子阿史那结社率阴谋暗杀皇帝败露后，唐太宗改变了主意，并册封了忠于唐朝的东突厥贵族阿史那思摩为新的东突厥可汗（俟力苾可汗），居于漠南作为唐和薛延陀之间的缓冲区。夷男虽然感到担忧，但最初他还是向唐朝表示接受。
641年，阿史那思摩终于定居在长城北面得定襄（今内蒙古呼和浩特）。与此同时，夷男听说唐太宗即将封禅泰山，认为唐军主力将随唐太宗东巡，便派儿子大度设开展对东突厥重大军事攻击，意图在唐提供援助以前，摧毁阿史那思摩的政权。阿史那思摩撤回长城内，抵达朔州（今山西朔州），并向唐太宗紧急求援。唐太宗派大将李世勣、张俭、李大亮、张士贵和李袭誉率军，攻打薛延陀。李世勣首先打败大度设，迫使他逃离。与此同时，夷男派遣一名特使，向提供唐太宗自己愿与突厥和平相处之意，李世勣在诺真水大胜大度设，唐太宗派遣使者指责夷男，本欲发兵穷讨，魏征谏而止 ，没有对薛延陀采取进一步的行动。此后唐与薛延陀之间的关系是，薛延陀虽然仍认为他是唐的附庸，但已不再以前那样坚固。

## 夷男晚年的统治
642年，夷男为了加强与唐朝的关系，派遣他的叔叔泥熟请求与唐太宗的一个女儿和亲，为此向唐朝进贡了马匹、裘衣和琥珀镜。这时，唐将契苾何力（出自敕勒族的契苾部落），在回他的部落探望母亲时，被薛延陀扣押，夷男劝他归附薛延陀，契苾何力拒绝归附薛延陀，割左耳明志，忠于唐朝。唐太宗担心契苾何力的安危，同意了和亲的建议，派出大臣崔敦礼到漠北与夷男进行谈判，答应在契苾何力释放后，唐太宗把女儿新兴公主嫁给夷男。
643年，夷男又派他的侄子突利向唐朝进贡5万匹马、1万头牛和10万只羊，作为聘礼。唐太宗了以隆重的仪式欢迎突利，唐太宗和他的大臣亲自出席欢迎他的宴会。然而，在契苾何力的建议下，唐太宗正在考虑放弃这次和亲。最初唐太宗让夷男亲自到灵州（今宁夏银川）娶新兴公主，认为这样夷男会拒绝，他将会有很好的理由断绝这次婚姻。当夷男同意去灵州，唐太宗又发现了另一个借口——说没有给够到要求的所有彩礼（为了进贡足够的牲畜做彩礼，夷男在他下属部落征收，征收的时间超过了想象，牲畜没有经过戈壁就死亡了），于是了撤销婚约。尽管他的大臣褚遂良强烈反对，他指出皇帝不能言而无信。唐太宗辩解，说如果公主嫁给了夷男，夷男的可汗之位将在敕勒有更大的合法性，唐朝将更加难以控制薛延陀。
与此同时，夷男继续定期攻打突厥。当唐太宗派特使阻止他这样做，夷男回答说：
我怎么不敢听从皇帝的圣旨？但突厥人背叛，不应该被信任。在灭亡他们的国家之前，他们每年入侵中国杀害数千人。我认为，皇帝打败他们后，他们会成为奴隶，并把他们赏赐给谈那个人。而皇帝却把他们看做自己的儿子一样，对他们非常礼遇。尽管如此，阿史那结社率还是反叛。它们看起来像人类一样，但心如野兽，就不应作为人类对待。我接收了皇帝的很多恩典，我没有什么可报答的。我愿为中国杀死突厥。至尊有命，安敢不从！然突厥翻覆难期，当其未破之时，岁犯中国，杀人以千万计。臣以为至尊克之，当剪为奴婢，以赐中国之人；乃反养之如子，其恩德至矣，而结社率竟反。此属兽心，安可以人理待也！臣荷恩深厚，请为至尊诛之。
截至644年底，东突厥人没有全心全意地支持了阿史那思摩摆在首位，在薛延陀威胁下漠南蒙古崩溃，突厥人逃返唐的领土，并再次在中原定居。阿史那思摩也回到了唐，再次成为唐朝将军，唐试图重建的附庸国东突厥灭亡了。这引了唐太宗的不满，并且在夷男派了一位特使朝见他时，他当时正在准备攻打高句丽，唐太宗回答说：“回去告诉你的可汗：我和我的儿子现在要征讨高句丽。如果他认为可以利用这个机会，我们欢迎他来！”夷男对唐太宗的愤怒感到恐惧，派出了另一使者道歉，并提出对征讨高句丽协助，唐太宗拒绝了。 645年，唐太宗在安市（今辽宁鞍山市）附近的驻驆山打败了高句丽的主力，高句丽莫离支（摄政）渊盖苏文请求夷男攻打唐朝，许诺如果夷男做到，将给他极大的利益，夷男害怕唐太宗，并没有这样做。然而，唐太宗由于安市不克，最终被迫放弃东征。

## 夷男的死亡和薛延陀的灭亡
夷男死于645年。在这个时候，夷男的正妻所生的拔灼，管理薛延陀西部的薛延陀的本族；而夷男的另一个儿子曳莽，不是夷男的正妻所生，管辖薛延陀东部的其他民族。人称曳莽暴虐，并与拔灼有恶劣的关系。葬礼之后，曳莽怕拔灼会害他，突然离开，回到汗国东部。拔灼追赶把他杀死，然后自称颉利俱利薛沙多弥可汗（简称多弥可汗）。
拔灼继承王位后，决定攻打唐朝，认为唐太宗正在东征高句丽，唐的边界将不设防。然而，唐太宗预计到了薛延陀会突然袭击的，命令执失思力率领突厥士兵保卫夏州（今陕西榆林）。拔灼攻击，执失思力和另一位将军田仁会，设置陷阱，诱导拔灼攻打夏州，在夏州击败了拔灼。拔灼撤退後，很快又再次袭击夏州。
646年初，唐太宗下令，除了执失思力和田仁会的部队，命令礼部尚书江夏王李道宗，发朔、并、汾、箕、岚、代、忻、蔚、云九州兵镇朔州；右卫大将军代州都督薛万彻，左骁卫大将军阿史那社尔，发胜、夏、银、绥、丹、延、鄜、坊、石、隰十州兵镇胜州；胜州都督宋君明，左武候将军薛孤吴，发灵、原、宁、盐、庆五州兵镇灵州，以抵御拔灼的攻击。拔灼到达长城后，知道唐军已被动员，连忙撤退。646年春天，执失思力和乔师望，击败拔灼，拔灼逃离，薛延陀坠入混乱。
拔灼易怒多疑。他不用夷男的大臣，用自己的亲信取代他们。这导致贵族不服从他。他作出回应，杀死了大批贵族。薛延陀的附庸回纥，其首领药罗葛吐迷度，与仆骨和同罗反叛拔灼。唐太宗趁机下令对薛延陀进行大规模攻击，以江夏王李道宗、左卫大将军阿史那社尔为瀚海安抚大使；又遣右领卫大将军执失思力将突厥兵，右骁卫大将军契苾何力将凉州及胡兵，代州都督薛万彻、营州都督张俭各将所部兵，分道并进，以击薛延陀。由于攻击已经开始，由唐校尉宇文法，是出使乌罗护、靺鞨的使者。返回唐朝时，他遇到了薛延陀的阿波设，宇文法率领他的靺鞨部队，击败阿波设。导致更多的薛延陀人相信唐朝主力已经抵达。在恐慌中，拔灼逃到阿史德部落，当回纥听到这个消息，袭杀了拔灼，屠戮他们找到的薛延陀的王族成员。许多薛延陀人向唐军投降。
剩下的薛延陀人支持夷男的侄子咄摩支为伊特勿失可汗，以图恢复薛延陀。但唐朝和敕勒都不表示承认，并与唐太宗派李世勣进攻咄摩支的驻地，指示：“降则抚之，叛则讨之。”李世勣至郁督军山，其酋长梯真达官帅众来降。薛延陀咄摩支南奔荒谷，李世勣派遣通事舍人萧嗣业前往招慰，咄摩支投降萧嗣业。其部落犹持两端，李世勣纵兵追击，前后斩首五千余级，虏男女三万余人。七月，咄摩支至京师长安，拜右武卫大将军，薛延陀灭亡。